# Куккуяново
Куккуя́ново (рос. Куккуяново, башк. Күкҡуян) — село у складі Дюртюлинського району Башкортостану, Росія. Адміністративний центр Куккуяновської сільської ради.
Населення — 708 осіб (2010; 682 у 2002).
Національний склад:
- татари — 52 %
- башкири — 45 %